# ナイスショット (ラジオ番組)
ナイスショットは、一部ローカル局で放送しているラジオ番組（ミニベルト番組）である。

## 概要
ゴルフに関してのおしゃべり（ルールやテクニックなどを軽快なトークで紹介）と洋楽（ポップス）をベースに展開していく5分番組。制作会社は綜合放送。

## 出演者
- 伊津野亮（ - 2006年3月）
- 沼沢聖一（2006年4月 - 2007年9月）
- 高橋五月（過去）
- 鈴木亨、筑間はこべ（2007年4月 - ）

## 番組キャッチフレーズ
伊津野時代
- オープニング：「ご機嫌いかがですか！伊津野亮です！楽しいエピソードをポップスに乗せて。今日もファインショット！」
- エンディング：「伊津野亮のナイスショット！お相手は私。伊津野亮でした！」

## ネット局
2016年1月現在（鈴木時代）。
- 南海放送：月 - 金曜 17:25 - 17:30
2005年4月放送開始。FM愛媛からチェンジ（こちらも「柴田敏郎のパーソナルゴルフ」終了に伴うもの）。提供：第一ゴルフパーク。
- 山陽放送：土曜 7:10 - 7:15
伊津野時代は「Green & Pops」のタイトルで放送。「沼沢聖一のナイスショット」の終了と同時に一時ネット打ち切り。

過去
- FM長野：月 - 金曜 8:25 - 8:30
- FM徳島、FM愛媛、FM香川、FM高知：月 - 金曜 8:20 - 8:25
- 西日本放送：月 - 金曜 16:45 - 16:50
- 長崎放送
- 北日本放送：土曜 8:25頃
- 山陰放送：土曜 7:50 - 8:00
- 四国放送：月 - 金曜 12:15 - 12:20
2005年4月放送開始。FM徳島からチェンジ（「柴田敏郎のパーソナルゴルフ」終了に伴うもの）。
- 山梨放送：土曜 7:40 - 7:45（2007年4月 - ）
2007年9月までは沼沢が担当。
- 北日本放送：土曜 8:27 - 8:40（2007年4月 - ）
2007年9月までは沼沢が担当。

| スタブアイコン | サブスタブ | この項目は、まだ閲覧者の調べものの参照としては役立たない、ラジオ番組に関連した書きかけの項目です。この項目を加筆・訂正などしてくださる協力者を求めています（P:ラジオ/PJ:放送番組）。 |